# LaGuardia lufthavn
LaGuardia lufthavn er en lufthavn i New York, New York, USA, beliggende på kysten ved Flushing Bay, og grænserne til kvartererne Astoria, Jackson Heights, East Elmhurst i bydelen Queens. Lufthavnens oprindelige navn var Glenn H. Curtiss Airport efter luftfartspioneren Glenn Hammond Curtiss, derefter blev den omdøbt til North Beach Airport, for til sidst at blive opkaldt efter Fiorello LaGuardia, en tidligere borgmester i New York. I 1960'erne blev den stemt som "den bedste lufthavn i verden" af det verdensomspændende flyveforbund. "LaGuardia Airport" er det officielle navn på lufthavnen ifølge Port Authority of New York and New Jersey, der styrer lufthavnen.
LaGuardia er den mindste af New York-områdets tre større kommercielle lufthavne, de to andre er John F. Kennedy International Airport i det sydlige Queens og Newark Liberty International Airport i Newark, New Jersey. LaGuardia er populær på grund af dens centrale placering og det faktum, at den ikke ligger langt fra Manhattan. Trods lufthavnens ringe størrelse, blev den engang jævnligt besøgt af wide-body flytyper; McDonnell Douglas DC-10 og Lockheed L-1011 blev endda specifikt design til brug i LaGuardia. Fra 2000-2005 opererede Delta med 767-400 fly med 285 sæder. I dag er der ingen skemalagte wide-body flytyper i lufthavnen, selvom Delta nogen gange bruger en Boeing 767-300 til en af de mange Atlanta-flyvninger. Lufthavnen er en fokusby for Delta Air Lines, American Airlines og US Airways.
De fleste flyvninger fra LaGuardia er til destinationer i USA og Canada, men flyvninger til Aruba, Bahamas og Bermuda forekommer også ofte. Lufthavnen er den travleste i USA uden nogen non-stop flyvninger til og fra Europa.
En perimeter-regel forbyder indkommende og udgående fly der overskrider 2.400 km – undtagen på lørdage, hvor forbuddet hæves, og til Denver i en overgangsperiode. De fleste transkontinentale og internationale flyvninger foregår således fra området to andre større lufthavne, JFK og Newark.
I 2005 rejste 26 millioner passagerer gennem lufthavnen; JFK havde omkring 41 millioner og Newark omkring 33 millioner, hvilket giver en total på omkring 100 millioner rejsende gennem New Yorks lufthavne.